# F.A.M.E. (альбом)
F.A.M.E — четвёртый студийный альбом американского певца Криса Брауна. Вышел 18 марта 2011 года на лейбле Jive Records. В записи альбома участвовали многие продюсеры и авторы песен: Кевин Макколл, Жан Батист, Брайан Кеннеди, DJ Frank E, The Underdogs, The Messengers и другие. Наряду с Крисом Брауном песни исполнили Кевин Макколл, Tyga, Лил Уэйн, Баста Раймс, Ludacris, Джастин Бибер, Бенни Бенасси, Wiz Khalifa, Game, Тимбалэнд и Big Sean.
Альбом F.A.M.E. написан в жанрах R&B, pop, хип-хоп и европоп. Альбом получил средние отзывы критиков: они отнеслись неоднозначно к текстам песен и материалу. Альбом дебютировал на 1 месте в чарте Billboard 200, за первую неделю продано 270 000 копий, и он стал первым альбомом № 1 для Брауна. Он получил золотой сертификат от Recording Industry Association of America за продажу более 500 000 копий. Альбом получил «Грэмми» за «Лучший R&B-альбом». F.A.M.E. также стал Альбомом года в 2011 Soul Train Music Awards.
Альбом содержит 3 популярных сингла: «Yeah 3x», «Look at Me Now» и «Beautiful People». «Yeah 3x» и «Beautiful People» были коммерчески успешными в Океании и Европе. В США «Look at Me Now» достиг 1 места в чартах Hot R&B/Hip-Hop Songs и Hot Rap Songs. Чтобы поддержать альбом, Браун провёл тур F.A.M.E. Tour в Австралии и Северной Америке.

## Предыстория
В сентябре 2010 Кевин Макколл сказал, что Браун начал работу над четвёртым студийным альбомом, и упомянул, что он, Браун и Тимбалэнд записывают музыку для него. 18 сентября 2010 Браун объявил, что альбом будет называться F.A.M.E. Акроним имеет 2 значения: «Forgiving All My Enemies» (рус. Прощаю всех моих врагов) и «Fans Are My Everything» (рус. Фанаты — моё всё). 25 декабря 2010 Браун подтвердил через Твиттер, что он сделает совместный трек с канадским певцом Джастином Бибером. Он также хотел сотрудничать с Бруно Марсом Wiz Khalifa, Asher Roth и Game.

## Композиции
F.A.M.E. содержит музыку, записанную в жанрах R&B, поп, хип-хоп, регги и европоп. Песня «Deuces» (при участии Кевина Маккола и Tyga) — медленный трек в жанре R&B, который «рассказывает историю о несложившихся отношениях». Джоанн Доркен из MTV UK отметила, что песня выставляет напоказ «гладкий как шёлк вокал» Брауна. «Up 2 You» — R&B баллада, которая продолжает тему прекратившихся отношений. Эта песня напоминает музыкальный стиль Бобби Брауна и Ашера. «Next to You» (с участием Джастина Бибера) — «ударяющий среднего темпа» поп-трек. В этой песне они поют о любви. Сара Родман изThe Boston Globe написала, что песня «демонстрирует самый нежный вокал Брауна на настоящий момент». Третий трек, «No Bullshit», является песней в стиле R&B, в которой «чувствуются 90-е».
Треки в быстром темпе, «Yeah 3x» и «Beautiful People», написаны в стилях электро-хаус и европоп. «Yeah 3x» можно сравнить с синглом «Forever» (2008) и подобен музыке The Black Eyed Peas, Ашера и Джея Шона. Четвёртый трек, «Look at Me Now» (с участием американских рэперов Лила Уэйна и Басты Раймса) является хип-хоп песней с «быстрым рэпом» Криса Брауна, Лила Уэйна и Басты Раймса. Песня похожа на работы Soulja Boy и сингл Cali Swag District «Teach Me How to Dougie» (2010). Пятый трек, «She Ain’t You», является балладой, в которой использованы семплы из песни Майкла Джексона «Human Nature» (1983) и трио SWV «Right Here» (1993). Девятый трек, «All Back», является рок-балладой с «необработанным вокалом и выразительной гитарой». Он сравнивался с композициями Райана Теддера. Браун снова демонстрирует свои навыки рэпа в треках «Say It With Me» и «Oh My Love». Доркен описала Say It With Me как «динамичный танцевальный трек», и сравнила его со стилем Джастина Тимберлейка из-за «высокотонального хора». «Bomb» (с участием Wiz Khalifa) имеет элементы рэгги, и подобен произведениям Beenie Man.

## Выпуск и продвижение
Альбом был выпущен 18 марта 2011 года в стандартном и делюкс изданиях одновременно. В делюкс-издании есть пять дополнительных треков. Обложка альбома создана Роном Инглишем и представлена 14 февраля 2011 года. На ней присутствует разноцветный портрет Брауна с серьёзным выражением лица на переднем плане, а на заднем плане — два одинаковых изображения его лица в спортивной бейсболке, которые смотрят в противоположных направлениях. Затем представлен официальный список композиций 22 февраля 2011 года.
Чтобы рекламировать альбом, Браун исполнил «Yeah 3x» и «No Bullshit» на Saturday Night Live 12 февраля 2011 года. Браун устроил для фанатов тайные прослушивания треков с альбома, а также он представил эксклюзивный бонус-трек и видеоклип. Это была кампания, которую начал Браун для своих фанатов во всём мире по прозвищу «Team Breezy». Первая сессия состоялась 14 марта в Лос-Анджелесе. За ней последовали сессии в Атланте (15 марта), Вашингтоне (16 марта) и Нью-Йорке (17 марта). Они проводились в тайном месте в присутствии Криса Брауна.
22 марта 2011 года Браун снялся в телепередаче Good Morning America, исполнив «Yeah 3x», а затем в 106 & Park, где он исполнил «Deuces», «Look at Me Now» и «Ain’t Thinkin' 'Bout You». 29 марта 2011 года Браун исполнил песни «Yeah 3x», «Forever» и «Beautiful People» для телепередачи Dancing with the Stars. 26 июня 2011 он выступил с песнями «She Ain’t You», «Look at Me Now» и «Paper, Scissors, Rock» в прямом эфире на BET Awards 2011. 15 июля 2011 Браун участвовал в концерте в Rockefeller Plaza (Нью-Йорк) для телепередачи The Today Show. На этом концерте Браун исполнил «Yeah 3x», «I Can Transform Ya», «She Ain’t You» и «Forever». 28 августа 2011 Браун исполнил «Yeah 3x», «Protect Ya Neck», «Smells Like Teen Spirit» и «Beautiful People» на Церемонии MTV VMA 2011.

### Синглы
«Yeah 3x» стал первым синглом и был выпущен 25 октября 2010. Он получил положительные отзывы критиков, которым понравились производство и слова песни. Песня достигла 15 места в чарте Billboard Hot 100 и 12 места в Canadian Hot 100. Этот сингл попал в чарты в Австралии, Австрии, Великобритании, Германии, Дании, Ирландии, Нидерландов, Новой Зеландии и Швейцарии и был в десятке.
«Look at Me Now» (при участии Лила Уэйна и Басты Раймса) стал вторым синглом с альбома и был выпущен 1 февраля 2011. Он был выпущен для формата вещания rhythmic contemporary в США 8 февраля 2011. Критики назвали трек «Look at Me Now» выдающимся, и им понравились стихи Баста Раймса и Лила Уэйна. Песня заняла 6 место в чарте Billboard Hot 100. Она возглавила чарты Rap Songs и Hot R&B/Hip-Hop Songs.
«Beautiful People» (с участием Бенни Бенасси) стал третьим синглом и был выпущен 11 марта 2011. Песня получила хорошие отзывы критиков, которым понравились производство и слова. «Beautiful People» попал в десятку в Австралии, Великобритании, Ирландии и Новой Зеландии. В США песня достигла 1 места в чарте Billboard Hot Dance Club Songs и стала первым синглом № 1 для Криса Брауна и Бенни Бенасси. Сингл «She Ain’t You» был выпущен для формата urban radio в США 28 марта 2011 и стал четвёртым синглом с альбома F.A.M.E.. Он занял 5 место в чарте US Hot R&B/Hip-Hop Songs, 17 место в Pop Songs chart и 27 место в чарте Billboard Hot 100.
«Next to You» (с участием Джастина Бибера) стал четвёртым международным синглом и был выпущен 24 июня 2011. Большинство критиков оставили хорошие отзывы: они восторгались сочетанием голосов Брауна и Бибера. Песня попала в двадцатку в Австрии, Великобритании и Новой Зеландии, а также в тридцатку в Австралии, Германии, Ирландии и США.
Сингл «Wet the Bed» (с участием Ludacris) был выпущен для urban radio 13 сентября 2011 и стал пятым синглом с альбома в США. Он занял 6 место в чарте Hot R&B/Hip-Hop Songs и 77 место в Billboard Hot 100.

### F.A.M.E. Tour
19 января 2011 было объявлено, что Браун проведёт тур «F.A.M.E. Tour» в Австралии в апреле 2011. Управляющий директор Jive Live Дэниэл Притчард сказал: «Австралия станет первой страной в мире, которая увидит новое шоу Криса Брауна. Благодаря невероятным выступлениям, он завоевал хорошую репутацию одного из самых популярных исполнителей электронной музыки этого поколения». Билеты на шоу продавались с 4 февраля на Ticketek. На разогреве в Австралии выступили Джессика Маубой, Justice Crew и Havana Brown. Даты выступлений в Северной Америке были объявлены 10 августа 2011. В Северной Америке на разогреве выступали Келли Роуленд, T-Pain, Bow Wow и Tyga. Всего было проведено 37 концертов: 32 в Северной Америке, 4 в Австралии и 1 в Азии.
| Дата             | Город         | Страна    | Место                               |
| ---------------- | ------------- | --------- | ----------------------------------- |
| Океания          |               |           |                                     |
| 20 апреля 2011   | Аделаида      | Австралия | Adelaide Entertainment Centre       |
| 23 апреля 2011   | Мельбурн      | Австралия | Rod Laver Arena                     |
| 26 апреля 2011   | Сидней        | Австралия | Acer Arena                          |
| 29 апреля 2011   | Брисбен       | Австралия | Brisbane Entertainment Centre       |
| Северная Америка |               |           |                                     |
| 12 сентября 2011 | Торонто       | Канада    | Molson Canadian Amphitheatre        |
| 14 сентября 2011 | Буффало       | США       | Darien Lake Performing Arts Center  |
| 16 сентября 2011 | Холмдел       | США       | PNC Center                          |
| 17 сентября 2011 | Вашингтон     | США       | Verizon Center                      |
| 18 сентября 2011 | Детройт       | США       | Joe Louis Arena                     |
| 21 сентября 2011 | Цинциннати    | США       | Riverbend Music Center              |
| 23 сентября 2011 | Чикаго        | США       | Tinley Park                         |
| 24 сентября 2011 | Сент-Луис     | США       | Verizon Wireless Amphitheatre       |
| 25 сентября 2011 | Индианаполис  | США       | Verizon Wireless Amphitheatre       |
| 28 сентября 2011 | Балтимор      | США       | 1st Mariner Arena                   |
| 30 сентября 2011 | Юниондейл     | США       | Nassau Coliseum                     |
| 1 октября 2011   | Роли          | США       | Walnut Creek Amphitheatre           |
| 2 октября 2011   | Атланта       | США       | Lakewood Amphitheatre               |
| 5 октября 2011   | Майами        | США       | American Airlines Arena             |
| 7 октября 2011   | Тампа         | США       | 1-800-ASK-GARY Amphitheatre         |
| 8 октября 2011   | Шарлотт       | США       | Verizon Wireless Amphitheatre       |
| 9 октября 2011   | Вирджиния-Бич | США       | Farm Bureau Amphitheatre            |
| 12 октября 2011  | Оклахома-Сити | США       | Chesapeake Energy Arena             |
| 14 октября 2011  | Даллас        | США       | GEXA Pavilion                       |
| 15 октября 2011  | Новый Орлеан  | США       | New Orleans Arena                   |
| 16 октября 2011  | Хьюстон       | США       | Woodlands                           |
| 18 октября 2011  | Финикс        | США       | Ashley Pavilion                     |
| 20 октября 2011  | Лос-Анджелес  | США       | Staples Center                      |
| 22 октября 2011  | Окленд        | США       | Sleep Train Concord                 |
| 23 октября 2011  | Сакраменто    | США       | Sleep Train Amphitheatre            |
| 26 октября 2011  | Мемфис        | США       | FedExForum                          |
| 28 октября 2011  | Филадельфия   | США       | Wells Fargo Arena                   |
| 29 октября 2011  | Питтсбург     | США       | Consol Energy Center                |
| 30 октября 2011  | Анкасвилл     | США       | Mohegan Sun Arena                   |
| 1 ноября 2011    | Кливленд      | США       | Wolstein Center at CSU              |
| 4 ноября 2011    | Финикс        | США       | Ashley Furniture HomeStore Pavilion |
| 5 ноября 2011    | Ирвайн        | США       | Verizon Wireless Amphitheater       |
| 6 ноября 2011    | Чула-Виста    | США       | Cricket Wireless Amphitheatre       |
| Азия             |               |           |                                     |
| 9 декабря 2011   | Дубай         | ОАЭ       | Dubai Festival City Concert Arena   |

Отменённые концерты
- Концерт в Перте 3 мая был отменён из-за болезни Криса Брауна[60].
- Концерт в Молайне 2 ноября отменён из-за проблем с расписанием[61].

## Критика
| Оценки критиков      | Оценки критиков |
| Источник             | Оценка          |
| -------------------- | --------------- |
| Allmusic             | [ 62 ]          |
| The A.V. Club        | (C)             |
| Entertainment Weekly | (B+)            |
| The Independent      | [ 64 ]          |
| The New York Times   | (mixed)         |
| PopMatters           | (3/10)          |
| Rolling Stone        | [ 66 ]          |
| Slant Magazine       | [ 67 ]          |
| USA Today            | [ 68 ]          |
| The Washington Post  | (mixed)         |

F.A.M.E. получил средние отзывы критиков. На сайте Metacritic альбом получил 52 балла из 100 (оценка основана на 16 обзорах). Энди Гилл из The Independent раскритиковал содержание альбома по поводу «паранойи, упрёка и фальшивого сожаления, наряду с амбициозным хвастовством о деньгах и сексе». Маргарет Уопплер из Los Angeles Times оценила альбом на 2,5 из 4 звёзд и прокомментировала, что в нём «чувствуется напряжение и, иногда, полное отчаяние» и ещё «альбом не имеет единого стиля, но требовалось великое усилие, чтобы соотнести и смешать всё столько раз». Джон Караманика из The New York Times отнёсся отрицательно к исполнению Брауна и сказал, что «по большей части у него некрасивые стихи». Сара Родман из The Boston Globe прокомментировала, что «только горстка треков воистину демонстрирует силу Брауна» и ей не понравилось, что он поёт «о сексе грубо, о вечеринках пусто и медлительно о романтике». Дэвид Амидон из PopMatters считает, что вокал Брауна «равнодушный» и охарактеризовал его песни как «детские и банальные».
Однако, редактор Allmusic Энди Келлман оценил альбом на 3,5 из 5 звёзд и похвалил его «разнообразие стилей», а также написал: «это даёт понять, что лучшее Брауна уже наступило». Брэд Уит из Entertainment Weekly похвалил «одурманивающие хуки» и прокомментировал, что альбом Брауна «сияет ярче, чем то, что он выпускал ранее». Стив Джонс из USA Today считает F.A.M.E. «более резким», чем предыдущие работы Брауна и назвал его «самым сильным альбомом за его карьеру». В своём обзоре Ник Ливайн из BBC Online сказал, что альбому не хватает «артистической неповторимости», но похвалил «клубные поп» песни и заявил, что «вопреки промахам во вкусе и изобилию несмелых RnB фрагментов среднего темпа, F.A.M.E. — не провал». Джоди Розен из Rolling Stone отметил, что «Браун имеет хороший нюх на производство» и назвал F.A.M.E. «pop 'n' b альбомом, в котором есть что-то для всех». Шон Финнесси из The Washington Post назвал альбом «непростительно дерзким». Эрик Хендерсон из Slant Magazine прокомментировал, что «переход от милого до мерзкого в значительной степени более подходящий, чем в прошлый раз», и назвал альбом «хорошим для впечатлительных ушей, но скучным для привередливых».

## Достижения

### Коммерческий успех
F.A.M.E. дебютировал на 1 месте в чарте Billboard 200. В первую неделю было продано 270 000 копий, и он стал первым альбомом № 1 для Криса Брауна в этом чарте. По количеству проданных копий в первую неделю альбом был на 2 месте после альбома 21 певицы Адели в 2011 году в США. В чарте Top R&B/Hip-Hop Albums F.A.M.E. также дебютировал на 1 месте, и он стал третьим альбомом № 1 в этом чарте для Криса Брауна. Альбом получил золотой статус от RIAA за тираж 500 000 копий в США. По состоянию на май 2012 года, было продано 872 000 копий альбома в США.

### Премии
Браун 6 раз номинировался на 2011 BET Awards и получил 5 наград в категориях Best Male R&B Artist, Viewers Choice Award, The Fandemonium Award, Best Collaboration и Video of the Year за «Look at Me Now». Он также выиграл 3 награды на BET Hip Hop Awards 2011: the People’s Champ Award, Reese’s Perfect Combo Award и Best Hip Hop Video за «Look at Me Now». F.A.M.E. номинировался в категории Favorite Soul/R&B Album на American Music Awards в 2011 году. 27 ноября 2011 FAME стал альбомом года на Soul Train Music Awards в 2011 году. Альбом и сингл «Look at Me Now» номинировались трижды на 54-й церемонии «Грэмми» в категориях «Лучший R&B альбом», «Лучшее рэп-исполнение» и «Лучшая рэп-песня». F.A.M.E. получил только одну из них — «Лучший R&B альбом». На получение премий в 2012 году альбом номинировался в категории «Выдающийся альбом» премии NAACP Image Award и «Top R&B Album» премии Billboard Music Awards.

## Список композиций
| №   | Название                                                | Автор(ы) | Продюсеры                     | Длительность |
| --- | ------------------------------------------------------- | --- | ----------------------------- | ------------ |
| 1.  | «Deuces» (featuring Tyga and Kevin McCall)              | Chris Brown, Michael Stevenson, Kevin McCall                                                                    | Kevin McCall                  | 4:36         |
| 2.  | «Up 2 You»                                              | Harvey Mason, Jr., Damon Thomas, Lamar Edwards, Eric Dawkins, Steve Russell, Dewain Whitmore, Jr.               | The Underdogs                 | 4:07         |
| 3.  | «No Bullshit»                                           | Brown, McCall, Christopher Whitacre, Justin Henderson                                                           | Tha Bizness                   | 4:07         |
| 4.  | «Look at Me Now» (featuring Lil Wayne and Busta Rhymes) | Brown, Wesley Pentz, Jean Baptiste, Ryan Buendia, Dwayne Carter, Trevor Smith                                   | Diplo, Afrojack, Free School* | 3:42         |
| 5.  | «She Ain’t You»                                         | Brown, Baptiste, Buendia, McCall, Jason Boyd, John Bettis, Steve Porcaro, Brian Morgan                          | Free School                   | 4:08         |
| 6.  | «Say It with Me»                                        | Brown, Harmony «H Money» Samuels, Courtney Harrell, Eric Bellinger                                              | H Money                       | 3:01         |
| 7.  | «Yeah 3x»                                               | Brown, Justin Franks, McCall, Amber Streeter, Adam Richard Wiles                                                | DJ Frank E                    | 4:01         |
| 8.  | «Next to You» (featuring Justin Bieber)                 | Brown, Nasri Atweh, Adam Messinger, Streeter                                                                    | The Messengers                | 4:25         |
| 9.  | «All Back»                                              | Timothy Bloom                                                                                                   | Timothy Bloom                 | 4:26         |
| 10. | «Wet the Bed» (featuring Ludacris)                      | Brown, Derrick Baker, Steven Kubie, McCall, Thomas, Streeter, Andre Merritt, Joseph Bereal, Christopher Bridges | Bigg D                        | 4:26         |
| 11. | «Oh My Love»                                            | Brown, Samuels, Harrell, Bellinger, Streeter                                                                    | H Money                       | 4:44         |
| 12. | «Should’ve Kissed You»                                  | Brown, Brian Kennedy, Antwoine Collins, Whitmore, Jr.                                                           | Brian Kennedy, T-Wiz, Brown*  | 4:24         |
| 13. | «Beautiful People» (featuring Benny Benassi)            | Brown, Marco «Benny» Benassi, Alessandro «Alle» Benassi, Baptiste                                               | Benny Benassi, Alle Benassi   | 3:46         |

| №   | Название                                                   | Автор(ы) | Продюсеры              | Длительность |
| --- | ---------------------------------------------------------- | --- | ---------------------- | ------------ |
| 14. | «Bomb» (featuring Wiz Khalifa)                             | Brown, Baptiste, Buendia, Michael McHenry, Nick Marsh, McCall, Streeter, Steph Jones, Cameron Jabril Thomaz, Winston Delano Riley | Free School            | 3:33         |
| 15. | «Love the Girls» (featuring Game)                          | Brown, Jamal Jones, India Boodram, Kesia Hollis, Jazmyn Michel, Jayceon Taylor                                                    | Polow da Don           | 3:11         |
| 16. | «Paper, Scissors, Rock» (featuring Timbaland and Big Sean) | Timothy Mosley, Jerome "JRoc" Harmon, James Fauntleroy II, Sean Anderson                                                          | Timbaland, JRoc        | 3:46         |
| 17. | «Beg for It»                                               | Brown, Jonathan Yip, Jeremy Reeves, Ray Romulus, Ray Charles McCullough II, Streeter, Merritt, Priscilla Hamilton                 | Stereotypes, Ra Charm* | 3:44         |

| №   | Название                                    | Автор(ы)                                      | Продюсеры | Длительность |
| --- | ------------------------------------------- | --------------------------------------------- | --------- | ------------ |
| 18. | «Champion» (Chipmunk featuring Chris Brown) | Samuels, Jahmaal Fyffe, Bellinger, Erika Nuri | H-Money   | 3:58         |

| №   | Название        | Автор(ы) | Длительность |
| --- | --------------- | -------- | ------------ |
| 18. | «All About You» | Brown    | 3:15         |

| №   | Название                                    | Автор(ы)                        | Продюсеры | Длительность |
| --- | ------------------------------------------- | ------------------------------- | --------- | ------------ |
| 18. | «Talk Ya Ear Off»                           |                                 | Timbaland | 3:13         |
| 19. | «Champion» (Chipmunk featuring Chris Brown) | Samuels, Fyffe, Bellinger, Nuri | H-Money   | 3:58         |

* сопродюсер
Примечание
- 14 трек, «Bomb» был выпущен для iTunes Stores только на ограниченное время.

Семплы
- 5 трек, «She Ain’t You», содержит семплы из песни «Human Nature», написанной Джоном Беттисом и Стивом Поркаро, и «Right Here[англ.]», написанной Брайаном Морганом.
- 7 трек, «Yeah 3x», содержит элементы «I’m Not Alone[англ.]», написанной Кельвином Харрисом.
- 14 трек, «Bomb», содержит семпл из композиции «Bam Bam», написанной Уинстоном Делано Рили.

## Места в чартах и сертификаты
| Чарт (2011)                     | Место |
| ------------------------------- | ----- |
| Australian Albums Chart         | 3     |
| Australian Urban Albums Chart   | 1     |
| Belgian Albums Chart (Flanders) | 33    |
| Belgian Albums Chart (Wallonia) | 51    |
| Canadian Albums Chart           | 6     |
| Danish Albums Chart             | 33    |
| Dutch Albums Chart              | 16    |
| French Albums Chart             | 44    |
| German Albums Chart             | 39    |
| Irish Albums Chart              | 8     |
| New Zealand Albums Chart        | 7     |
| Scottish Albums Chart           | 18    |
| Spanish Albums Chart            | 76    |
| Swiss Albums Chart              | 34    |
| UK Albums Chart                 | 10    |
| UK R&B Albums Chart             | 1     |
| US Billboard 200                | 1     |
| US Top R&B/Hip-Hop Albums       | 1     |

| Страна    | Статус  |
| --------- | ------- |
| Австралия | золотой |
| Ирландия  | золотой |
| США       | золотой |

| Чарт (2011)               | Место |
| ------------------------- | ----- |
| Australian Albums Chart   | 53    |
| US Billboard 200          | 26    |
| US Top R&B/Hip-Hop Albums | 8     |

## Хронология релизов
| Страна         | Дата          | Формат | Издание                      | Лейбл                    |
| -------------- | ------------- | ------ | ---------------------------- | ------------------------ |
| Австралия      | 18 марта 2011 | CD, ЦД | Делюкс-издание               | Sony Music Entertainment |
| Швеция         | 18 марта 2011 | CD, ЦД | Делюкс-издание               | Sony Music Entertainment |
| Бельгия        | 18 марта 2011 | CD, ЦД | Стандартное и делюкс-издание | Sony Music Entertainment |
| Норвегия       | 18 марта 2011 | CD, ЦД | Стандартное и делюкс-издание | Sony Music Entertainment |
| Нидерланды     | 18 марта 2011 | CD, ЦД | Стандартное и делюкс-издание | Sony Music Entertainment |
| Франция        | 21 марта 2011 | CD, ЦД | Стандартное и делюкс-издание | Sony Music Entertainment |
| Финляндия      | 21 марта 2011 | CD, ЦД | Стандартное и делюкс-издание | Sony Music Entertainment |
| Новая Зеландия | 21 марта 2011 | CD, ЦД | Делюкс-издание               | Sony Music Entertainment |
| Великобритания | 21 марта 2011 | CD, ЦД | Стандартное и делюкс-издание | RCA Records              |
| США            | 22 марта 2011 | CD, ЦД | Стандартное и делюкс-издание | Jive Records             |
| Канада         | 22 марта 2011 | CD, ЦД | Стандартное и делюкс-издание | Sony Music Entertainment |
| Италия         | 22 марта 2011 | CD, ЦД | Стандартное и делюкс-издание | Sony Music Entertainment |
| Испания        | 22 марта 2011 | CD, ЦД | Стандартное и делюкс-издание | Sony Music Entertainment |
| Ирландия       | 4 апреля 2011 | CD, ЦД | Делюкс-издание               | Sony Music Entertainment |
| Япония         | 6 апреля 2011 | CD, ЦД | Делюкс-издание               | Sony Music Entertainment |